# Băsești (okręg Marmarosz)
Băsești – wieś w Rumunii, w okręgu Marmarosz, w gminie Băsești. W 2011 roku liczyła 587 mieszkańców.